# Hamilton Township (comté de Franklin, Iowa)
Hamilton Township est un township, du comté de Franklin en Iowa, aux États-Unis,. Il est fondé en 1871 et nommé en l'honneur d'Andrew Hamilton, un pionnier, originaire d'Irlande.